# Овсјанка
Овсјанка или Авсјанка (рус. Овсянка; рус. Аўся́нка) река је белоруско—руска која протиче преко територија Гарадочког рејона Витепске области и Усвјатског рејона Псковске области.
Десна је притока реке Усвјаче и део је басена Западне Двине и Балтичког мора.

## Карактеристике водотока
Река Овсјанка извире јужно од села Хвошно у Гарадочком рејону Витепске области, протиче кроз седам мањих језера и улива се у реку Усвјачу након 90 km тока недалеко од села Лобани на територији Усвјатског рејона Псковске области.
Највећа језеро кроз које протиче је Тјоста, а најважније притоке су Јординка и Солоновка. Укупна површина сливног подручја ове реке је 598 km², просечан проток у зони ушћа је до 4 m³/s, док је просечан пад 0,6 метара по километру тока. Укупан степен ујезерености корита је 2%.
Највише воде прима са источних делова Гарадочког побрђа и на Сурашкој равница. Ширина обалне равнице је између 100 и 300 km и на појединим местима је јако замочварена. Речно корито се одликује интензивнијим меандрирањем, са просечним ширинама између 4 и 6 метара у горњем, односно до 50 метара у доњем делу тока. Највећи део вода прима током пролећа.
Хидрографска осматрања режима ове реке врше се од 1928. године.